# Nebet (vezír)
Nebet („Úrnő”) vezír volt az ókori Egyiptomban a VI. dinasztiabeli I. Pepi fáraó uralkodása alatt. Ő az egyetlen ismert női vezír. Férje Hui volt, fiuk, Dzsau szintén vezír. Két lánya a fáraóhoz ment feleségül, ők I. Anheszenpepi és II. Anheszenpepi néven ismertek. Nebet két unokája (I. Nemtiemszaf és II. Pepi) is fáraó lett.
Nebetet említik fia abüdoszi sírjában.